# Lampeuneurut Ujong Blang
Lampeuneurut Ujong Blang is een bestuurslaag in het regentschap Aceh Besar van de provincie Atjeh, Indonesië. Lampeuneurut Ujong Blang telt 2201 inwoners (volkstelling 2010).